# Luba Jurgenson
 (avril 2022).
La mise en forme du texte ne suit pas les recommandations de Wikipédia : il faut le « wikifier ».
Les points d'amélioration suivants sont les cas les plus fréquents. Le détail des points à revoir est peut-être précisé sur la page de discussion.
- Les titres sont pré-formatés par le logiciel. Ils ne sont ni en capitales, ni en gras.
- Le texte ne doit pas être écrit en capitales (les noms de famille non plus), ni en gras, ni en italique, ni en « petit »…
- Le gras n'est utilisé que pour surligner le titre de l'article dans l'introduction, une seule fois.
- L'italique est rarement utilisé : mots en langue étrangère, titres d'œuvres, noms de bateaux, etc.
- Les citations ne sont pas en italique mais en corps de texte normal. Elles sont entourées par des guillemets français : « et ».
- Les listes à puces sont à éviter, des paragraphes rédigés étant largement préférés. Les tableaux sont à réserver à la présentation de données structurées (résultats, etc.).
- Les appels de note de bas de page (petits chiffres en exposant, introduits par l'outil «  Source ») sont à placer entre la fin de phrase et le point final[comme ça].
- Les liens internes (vers d'autres articles de Wikipédia) sont à choisir avec parcimonie. Créez des liens vers des articles approfondissant le sujet. Les termes génériques sans rapport avec le sujet sont à éviter, ainsi que les répétitions de liens vers un même terme.
- Les liens externes sont à placer uniquement dans une section « Liens externes », à la fin de l'article. Ces liens sont à choisir avec parcimonie suivant les règles définies. Si un lien sert de source à l'article, son insertion dans le texte est à faire par les notes de bas de page.
- La présentation des références doit suivre les conventions bibliographiques. Il est recommandé d'utiliser les modèles {{Ouvrage}}, {{Chapitre}}, {{Article}}, {{Lien web}} et/ou {{Bibliographie}}. Le mode d'édition visuel peut mettre en forme automatiquement les références.
- Insérer une infobox (cadre d'informations à droite) n'est pas obligatoire pour parachever la mise en page.

Pour une aide détaillée, merci de consulter Aide:Wikification.
Si vous pensez que ces points ont été résolus, vous pouvez retirer ce bandeau et améliorer la mise en forme d'un autre article.
Pour les articles homonymes, voir Jurgenson.
Luba Jurgenson, née le 1er juillet 1958 à Moscou (Union soviétique), est une femme de lettres francophone, lointainement d'origine estonienne, et de culture russe, qui a émigré en 1975 (à 16 ans) à Paris. Elle est également traductrice, universitaire et codirectrice (avec Anne Coldefy-Faucard) de la collection « Poustiaki » aux éditions Verdier.

## Biographie
Luba Jurgenson est agrégée de russe (1997) et titulaire d’un doctorat d'études slaves (2001). Elle est maître de conférences en littérature russe à Sorbonne Université. Son champ de recherche est celui de la littérature des camps.
Elle a été pensionnaire de la Villa Médicis en 1987-1989. En 2023, elle reçoit la médaille d'argent du CNRS.

## Œuvre

### Fiction
- Avoir sommeil (nouvelles). - Paris : Gallimard, 1981. - 136 p. - (Collection Blanche). -  (ISBN 9782070246496)
- L'Autre (roman). - Paris : Albin Michel, 1985. - 166 p. -  (ISBN 9782226022264). - Réédition numérique aux éditions Fenixx (formats PDF et EPUB) en 2017.
- Une autre vie (roman). - Paris : Lieu commun, 1986. - 188 p. -  (ISBN 9782867050565). - Réédition numérique aux éditions Fenixx (formats PDF et EPUB) en 2015.
- Le Soldat de papier[7] (roman). - Paris : Albin Michel, 1989. - 214 p. -  (ISBN 9782226037619)
- Éducation nocturne (roman). - Paris : Albin Michel, 1994. - 390 p. -  (ISBN 9782226074539). Réédition numérique aux éditions Fenixx (formats PDF et EPUB) en 2018.
- Chamane (roman) d'après un film de Bartabas ; scénario, Jean-Louis Gouraud et Bartabas. - Paris : Calman Levy, 1996. - - 220 p. -  (ISBN 9782702125700)
- Le Serpent bleu (Conte) ; illustrations Jean-Marc Barth. - Paris : Albin Michel Jeunesse, 1996. - 36 p. - (Collection Contes d'hier et d'aujourd'hui). -  (ISBN 9782226071262)
- Boutique de vie (souvenirs). - Arles (Bouches-du-Rhpone) : Actes Sud, 2002. - 204 p. - (Collection Générations). -  (ISBN 9782742735464)
- A la recherche de l'argent perdu (roman). - Paris : Belin Jeunesse, 2008. - 143 p. - (Collection Charivari). -  (ISBN 9782701147079)
- Trois contes allemands (conte). - Paris : Pierre-Guillaume de Roux, 2012. - 266 p. -  (ISBN 9782363710284)
- Langue de neige (poésie), photographies Thierry Cardon. - Grâne (Drôme) : Créatis, 2021. - 77 p. -  (ISBN 9782354281540)

### Essais
- Soljenitsyne et le Destin russe. - Paris : Albin Michel, 1991. - 151 p. -  (ISBN 9782226052278)
- La Dourova. - Paris : Calmann-Lévy, 1995. - 250 p. -  (ISBN 9782702125076)
- Tolstoï. - Paris : Pygmalion, 1998. - 250 p. - (Collection Chemins d'éternité). -  (ISBN 9782857045328)
- L'expérience concentrationnaire est-elle indicible ?, préface Jacques Catteau. - Monaco : Ed. du Rocher, 2003. - 396 p. -  (ISBN 9782268046174)
- Création et tyrannie : URSS 1917 - 1991. - Cabris (Alpes-Maritimes) : Sulliver, 2009. - 192 p. - (Collection Archéologie de la modernité). -  (ISBN 9782351220535)
- Au lieu du péril : récit d'une vie entre deux langues. - Lagrasse (Aude) : Verdier, 2014. - 121 p. -  (ISBN 9782864327684)

- prix Valery-Larbaud 2015.
- Le semeur d'yeux : sentiers de Varlam Chalamov. - Lagrasse (Aude) : Verdier, 2022. - 336 p. -  (ISBN 9782378560720)
- Sortir de chez soi. - Lille : La Contre-allée, 2023. - 96 p. - (Collection Contrebande). -  (ISBN 9782376650409)
- Quand nous nous sommes réveillés : nuit du 24 février 2022 : invasion de l'Ukraine . - Lagrasse (Aude) : Verdier, 2023. - 84 p. -  (ISBN 9782378561680)

### Ouvrages en direction éditoriale
- Encore à propos de Guerre et paix, édition Luba Jurgenson. - Paris : Institut d'études slaves, 2004. - 58 p. - (Collection Bibliothèque russe de l'Institut d'études slaves. Cahiers Léon Tolstoï, n° 15). -  (ISBN 9782720404030)
- Tolstoï et les paysans, sous la direction de Luba Jurgenson. - Paris : Institut d'études slaves, 2006. - 106 p. -  (ISBN 9782720404245)
- Tolstoï et ses adversaires, publié sous la direction de Luba Jurgenson et Michel Aucouturier. - Paris : Institut d'études slaves, 2008. - 99 p. -  (ISBN 9782720404368)
- Le goulag en héritage : pour une anthropologie de la trace, sous la direction de Elisabeth Anstett et Luba Jurgenson. - Paris : éditions Petra, 2009. - 174 p. - (Collection Sociétés et cultures post-soviétiques en mouvement). -  (ISBN 9782847430196)
- Témoigner entre histoire et mémoire, n° 111 : Art & propagande : jeux interdits, dossier de la revue dirigé par Luba Jurgenson et Philippe Mesnard. - Paris : Kimé, 2012. - 153 p. -  (ISBN 9782841745722)
- Des témoins aux héritiers : l'écriture de la Shoah et la culture européenne, sous la direction de Luba Jurgenson et Alexandre Prstojevic. - Paris : éditions Petra, 2012. - 388 p. - (Collection Usages de la mémoire). -  (ISBN 9782847430554)
- Le tourisme mémoriel en Europe centrale et orientale, sous la direction de Delphine Bechtel et Luba Jurgenson. - Paris : éditions Petra, 2013. - 313 p. - (Collection Usages de la mémoire). -  (ISBN 9782847430837)
- Témoigner par l'image, sous la direction de Paul Bernard-Nouraud et Luba Jurgenson. - Paris : éditions Petra, 2015. - 229 p. - (Collection Usages de la mémoire). -  (ISBN 9782847431193)
- Soljenitsyne-Chalamov : deux visions du goulag, dossier dirigé par Luba Jurgenson in revue Mémoires en jeu = Memories at stake, n° 1. - Paris : Kimé, 2016. - 146 p. -  (ISBN 9782841747559)
- Muséographie des violences en Europe centrale et ex-URSS, sous la direction de Delphine Bechtel et Luba Jurgenson. - Paris : Kimé, 2016. - 288 p. -  (ISBN 9782841747672)
- Une histoire sans traces ? : le patrimoine matériel russe et la culture mémorielle actuelle, sous la direction d'Ewa Bérard et Luba Jurgenson. - Paris : éditions Petra, 2017. - 157 p. - (Collection Usages de la mémoire). -  (ISBN 9782847431834)
- Le Goulag : témoignages et archives, édition établie, annotée et présentée par Luba Jurgenson et Nicolas Werth. - Paris : Robert Laffont : 2017. - (Collection Bouquins). - 1130 p. -  (ISBN 9782221139981)
- Enquête sur la littérature mémorielle contemporaine, dossier dirigé par Aurélie Barjonet, Luba Jurgenson, Philippe Mesnard in revue Mémoires en jeu = Memories at stake, n° 5. - Paris : Kimé, 2018. - 146 p. -  (ISBN 9782841748792)
- La mémoire se fond-elle dans le paysage ?, dossier dirigé par Luba Jurgenson in revue Mémoires en jeu = Memories at stake, n° 7. - Paris : Kimé, 2018. - 146 p. -  (ISBN 9782841749041)
- Paysages de mémoire, dossier dirigé par Luba Jurgenson et Philippe Mesnard in revue Mémoires en jeu = Memories at stake, n° 11. - Paris : Mémoires en jeu, 2020. - 146 p. -  (ISBN 9782957377602)
- Des écrivains face à la persécution, au massacre de masse et au génocide, sous la direction de Luba Jurgenson et Atinati Mamatsashvili. - Paris : éditions Petra, 2020. - 204 p. - (Collection Usages de la mémoire). -  (ISBN 9782847432817)
- Samizdat : publications clandestines et autoédition en Europe centrale et orientale, années 1950-1990, sous la direction d'Hélène Camarade, Xavier Galmiche, Luba Jurgenson. - Paris : Nouveau Monde Éditions, 2023. - 350 p. - (Collection Histoire). -  (ISBN 9782380944112)

### Traductions
Ne figurent pas les nombreuses rééditions sauf si elles apportent une facette supplémentaire.
- Ivan Gontcharov, Oblomov, traduit du russe par Luba Jurgenson, préface Jacques Catteau. - Lausanne (Suisse) : L'Âge d'homme, 1988. - 475 p. - (Collection Bibliothèque L'âge d'homme). -  (ISBN 9782825101483)
- Iouri Mamléïev, La dernière comédie, traduit du russe par Luba Jurgenson et Anne Coldefy-Faucard. - Paris : Robert Laffont, 1988. - 172 p. - (Collection Pavillons. Domaine de l'Est). -  (ISBN 9782221053966)
- Friedrich Gorenstein, Compagnons de route, traduit du russe par Luba Jurgenson. - Lausanne (Suisse) : L'Äge d'Homme ; Paris : Ed. de Fallois, 1988. - 178 p. -  (ISBN 9782877060042)
- Nina Berberova, Le mal noir, traduit du russe par Luba Jurgenson. - Arles (Bouches-du-Rhône) ; Actes Sud, 1989. - 106 p. -  (ISBN 9782868694133)
- Nina Berberova, Alexandre Borodine : 1834-1887, traduit du russe par Luba Jurgenson. - Arles (Bouches-du-Rhône) : Actes Sud, 1989. - 92 p. -  (ISBN 9782868694591)
- Nina Berberova, La résurrection de Mozart, traduit du russe par Luba Jurgenson. - Arles (Bouches-du-Rhône) ; Actes Sud, 1989. - 46 p. -  (ISBN 9782868693242)
- Victor Erofeev (en), La Belle de Moscou, traduit du russe par traduit du russe par Antoine Pingaud et Luba Jurgenson. - Paris : Albin Michel, 1990. - 326 p. -  (ISBN 9782226048561)
- Youri Miloslavski (ru), Romances de ville, traduit du russe par Luba Jurgenson. - Arles (Bouches-du-Rhône) ; Actes Sud, 1990. - 224 p. -  (ISBN 9782868696205)
- Valeria Narbikova, Echos, traduit du russe par traduit du russe par Luba Jurgenson. - Paris : Albin Michel, 1991. - 212 p. - (Collection Grandes Traductions. Domaine russe). -  (ISBN 9782226053091)
- Edouard Choulman (ru), Histoires indécentes du peuple russe, traduit du russe par Luba Jurgenson. - Arles (Bouches-du-Rhône) ; Actes Sud, 1991. - 168 p. -  (ISBN 9782868697615)
- Ana Novac, Les Accidents de l'âme[9], traduit du roumain par Ana Novac avec le collab. Luba Jurgenson. - Paris : Balland, 1991. - 240 p. -  (ISBN 9782715808058)
- Nina Berberova, Roquenval : chronique d'un château, traduit du russe par Luba Jurgenson. - Arles (Bouches-du-Rhône) ; Actes Sud, 1991. - 96 p. -  (ISBN 9782868696120)
- Lev Razgon (en), La vie sans lendemains, traduit du russe par Anne Coldefy-Faucard et Luba Jurgenson, postface Daniil Danine. - Paris : Horay, 1991. - 320 p. - (Collection URSS d'hier à demain). -  (ISBN 9782705802103)
- Mikhaïl Zenkevitch, Elga : roman-souvenir, traduit du russe par Luba Jurgenson. - Boulogne (Hauts-de-Seine) : Éditions du Griot, 1992. - 192 p. - (Collection Lettres d'ailleurs). -  (ISBN 9782907217385). Réédition Ginkgo, 2016
- Nina Berberova, De cape et de larmes, traduit du russe par Luba Jurgenson. - Paris :J'ai lu, 1993. - 120 p. - (Collection Littérature générale ; 3426). -  (ISBN 9782277234265)
- Nina Berberova, Le roseau révolté, traduit du russe par Luba Jurgenson. - Arles (Bouches-du-Rhône) : Actes Sud, 1993. - 80 p. -  (ISBN 9782742701575)
- Edouard Choulman (ru), Rue de l'Armée rouge, traduit du russe par Luba Jurgenson. - Arles (Bouches-du-Rhône) : Actes Sud, 1993. - 89 p. -  (ISBN 9782868699428)
- Panteleïmon Romanov, Des gens sans importance, traduit du russe par Luba Jurgenson. - Boulogne (Hauts-de-Seine) : Éditions du Griot, 1993. - 191 p. - (Collection Lettres d'ailleurs). -  (ISBN 9782907217484).
- Nina Berberova, Récits de l'exil : volume 1, traduit du russe par Luba Jurgenson ; lecture de Pierre Hébey. - Arles (Bouches-du-Rhône) : Actes Sud ; Montréal (Canada) : Léméac, 1993. - 365 p. - (Collection Babel ; 62. Récits de l'exil ; 1). -  (ISBN 9782868699619) Contient : L'accompagnatrice, Roquenval, Astachev à Paris, Le laquais et la putain, La résurrection de Mozart.
- Nina Berberova, Récits de l'exil : volume 2, traduit du russe par Luba Jurgenson ; lecture de Pierre Hébey. - Arles (Bouches-du-Rhône) : Actes Sud ; Montréal (Canada) : Léméac, 1993. - 208 p. - (Collection Babel ; 78. Récits de l'exil ; 2). -  (ISBN 9782868699619) Contient : De cape et d'épées, Le roseau révolté, Le mal noir.
- Alexandre Soljenitsyne, Une Journée d'Ivan Denissovitch = Odin den'Ivana Denissovitcha (édition en russe), annoté par Anne Coldefy-Faucard et Luba Jurgenson. - Paris : Le Livre de poche, 1994. - 320 p. - (Collection Lire en russe ; 8652). -  (ISBN 9782253057451)
- Maréchal Evgueni Chapochnikov, Le Chaos et la raison, traduit du russe par Luba Jurgenson. - Paris : éditions n°1, 1994. - 249 p. -  (ISBN 9782863916582)
- Dimitri Chostakovitch, Lettres à un ami, correspondance avec Isaac Glikman (1941-1975), traduit du russe par Luba Jurgenson ; préface Isaac Glikman. - Paris : Albin Michel, 1994. - 302 p. - (Collection Grandes Traductions. Domaine russe). -  (ISBN 9782226063311)
- Vassili Grossman, Alexandre Pouchkine, Léon Tolstoï et al., Peur (recueil thématique de nouvelles), traduit du russe par Luba Jurgenson. - Boulogne (Hauts-de-Seine) : Éditions du Griot, 1994. - 235 p. - (Collection Lettres d'ailleurs). -  (ISBN 9782907217569).
- Panteleïmon Romanov, Des gens désenchantés, traduit du russe par Luba Jurgenson. - Boulogne (Hauts-de-Seine) : Éditions du Griot, 1995. - 185 p. - (Collection Lettres d'ailleurs). -  (ISBN 9782907217637).
- Apollinaria Souslova, Mes années d'intimité avec Dostoïevski : avec un choix de lettres de Dostoïevski, traduit du russe par Luba Jurgenson ; avant-propos Verena von der Heyden-Rynsch, trad. de l'allemand par Jean Launay. - Paris : Gallimard, 1995. - 217 p. - (Collection Arcades ; 39). -  (ISBN 9782070740369).
- Grigori Medvedev (ru), Bronzage nucléaire : pour éviter un nouveau Tchernobyl, traduit du russe par Luba Jurgenson ; préface David R. Marples. - Paris : Albin Michel, 1995. - 240 p. -  (ISBN 9782226077615)
- Gellu Naum, Zenobia, traduit du roumain et présenté par Luba Jurgenson et Sébastien Reichmann. - Paris : Calmann-Lévy ; Marin Sell éditeurs, 1995. - 280 p. - (Collection Petite Bibliothèque européenne). -  (ISBN 9782702125007)
- Mikhail Saltykov-Chtchedrine, Le bon vieux temps, traduit du russe par Luba Jurgenson. - Lausanne (Suisse) : L'âge d'homme, 1997. - 500 p. - (Collection Classiques slaves). -  (ISBN 9782825108444)
- Merab K. Mamardachvili, Méditations cartésiennes, traduit du russe par Luba Jurgenson et Tanya Page ; préface Jean-Pierre Faye ; postface Annie Epelboin. - Arles (Bouches-du-Rhône) : Solin ; Actes Sud, 1997. - 400 p. -  (ISBN 9782742710218)
- Nicolas Leskov, Mania, l'insulaire, traduit du russe par Luba Jurgenson. - Paris : Autrement, 1998. - 264 p. - (Collection Littératures). -  (ISBN 9782862607405)
- Nina Berberova, Nina Berberova : volume 1, traduit du russe par Luba Jurgenson. - Arles (Bouches-du-Rhône) : Actes Sud, 1998. - 1456 p. - (Collection Thésaurus. Thésaurus Nina Berberova ; 1). -  (ISBN 9782742714780) Contient les récits autobiographiques et bibliographiques : C'est moi qui souligne, Tchaïkovski, Alexandre Blok et son temps, L'affaire Kravtchenko, Borodine, Disparition de la bibliothèque Tourgueniev, Nabokov et sa Lolita, Histoire de la baronne Boudberg.
- Nicolas Leskov, Vers nulle part, traduit du russe par Luba Jurgenson. - Lausanne (Suisse) : L'âge d'homme, 1998. - 633 p. - (Collection Classiques slaves). -  (ISBN 9782825111215)
- Léon Tolstoï, Confession, traduit du russe par Luba Jurgenson. - Paris : Pygmalion, 1998. - 300 p. (Grandes biographies). -  (ISBN 9782857045595)
- Piotr Kojevnikov (ru), Deux cahiers : des anges au paradis, traduit du russe par Luba Jurgenson. - Paris : Horay, 2000. - 92 p. (Littérature buissonnière). -  (ISBN 9782705802813)
- Vassili Grossman, Pour une juste cause , traduit du russe, préfacé et annoté par Luba Jurgenson. - Lausanne (Suisse) : L'âge d'homme, 2000. - 795 p. (Au cœur du monde). -  (ISBN 9782825114292)
- Gohar Marcossian (en), Pénélope prend un bain, traduit du russe par Luba Jurgenson. - Paris ; Belfond, 2002. - 348 p. - (Collection Les étrangères). -  (ISBN 9782714437723)
- Nina Berberova, Le cap des tempêtes suivi de La grande ville, traduit du russe par Luba Jurgenson. - Arles (Bouches-du-Rhône) ; Actes Sud, 2002. - 426 p. - (Collection Un endroit où aller). -  (ISBN 9782742739585)
- Varlam Chalamov, Récits de la Kolyma, traduit du russe par Sophie Benech, Catherine Fournier et Luba Jurgenson ; préface de Luba Jurgenson ; postface de Michel Heller. - Lagrasse (Aude) : Verdier, 2003. - 1536 p. - (Collection Slovo). -  (ISBN 9782864323525)
- Mikhaïl Kononov, La camarade nue, traduit du russe par Luba Jurgenson et Anne Coldefy-Faucard. - Paris : Stock, 2004. - 335 p. - (Collection Les mots étrangers). -  (ISBN 9782234057111)
- Leonid Guirchovitch, Apologie de la fuite, traduit du russe par Luba Jurgenson. - Lagrasse (Aude)

Verdier, 2004. - 555 p. - (Collection Poustiaki). -  (ISBN 9782864324270)
- Mariana Kozyrieva, La petite fille devant la porte, traduit du russe par Luba Jurgenson. - Genève (Suisse) : Ed. des Syrtes, 2004. - 219 p. -  (ISBN 9782845450998)
- Anatoli Koroliov (ru), La tête de Gogol, traduit du russe par Luba Jurgenson. - Paris : Calmann-Lévy, 2005. - 253 p. - (Collection Traduit de). -  (ISBN 9782702135471)
- Nina Berberova, Le cap des tempêtes, traduit du russe par Luba Jurgenson. - Arles (Bouches-du-Rhône) : Actes Sud ; Montréal (Canada) : Léméac, 2005. - 427 p. - (Collection Babel). -  (ISBN 9782742754786)
- Serguei Tutunnik (ru), Guerre et vodka, traduit du russe par Anne Coldefy-Faucard et Luba Jurgenson. - Paris : Presses de la Renaissance, 2005. - 283 p. - (Collection Littérature). -  (ISBN 9782750901004)
- Nina Berberova, Le roseau révolté (Livre-audio), lu par Isabelle Huppert ; traduit du russe par Luba Jurgenson. - Paris : Des Femmes-Antoinette Fouque, 2005. - 96 minutes. - (Collection La bibliothèque des voix). -  (EAN 3328140020557)
- Marina Tsvetaeva, Boris Pasternak, Correspondances : 1922-1936, traduit du russe par , présenté et annoté par Eveline Amoursky et Luba Jurgenson. - Genève (Suisse) : Ed. des Syrtes, 2005. - 679 p. - (Collection Littérature étrangère). -  (ISBN 9782845451117)
- Nicolas Bokov, Or d'automne et pointe d'argent : conversations avec Victor Koulbak, traduit du russe et annoté par Luba Jurgenson avec 14 dessins de Victor Koulbak. - Paris : Noir et blanc, 2005. - 211 p. (Collection Littérature russe). -  (ISBN 9782882501684)
- Arkadi Vaksberg, Le laboratoire des poisons : de Lénine à Poutine, traduit du russe par Luba Jurgenson. - Paris : Buchet-Chastel, 2006. - 250 p. - (Collection Documents). -  (ISBN 9782283021590)
- Leonid Guirchovitch, Têtes interverties, traduit du russe par Luba Jurgenson. - Lagrasse (Aude)

Verdier, 2007. - 282 p. - (Collection Poustiaki). -  (ISBN 9782864324928). La traduction a remporté une Mention spéciale au prix Russophonie 2008
- Anatoli Koroliov (ru), Être Hieronymus Bosch, traduit du russe par Luba Jurgenson. - Paris : Calmann-Lévy, 2008. - 2336 p. - (Collection Traduit de). -  (ISBN 9782702138540)
- Marina Tsvetaeva, Les carnets, publiés sous la direction de Luba Jurgenson avec un avant-propos ; traduit du russe par et annotés Eveline Amoursky et Nadine Dubourvieux ; préface Caroline Bérenger ; postface Véronique Lossky . - Genève (Suisse) : Ed. des Syrtes, 2008. - 1126 p. - (Collection Littérature étrangère). -  (ISBN 9782845451049)
- Valeria Narbikova, Outre, traduit du russe par Luba Jurgenson. - Paris : éditions Temps & périodes, 2008. - 119 p. -  (ISBN 9782355860027)
- Vladimir Jabotinsky , Samson, le nazir , traduit du russe par Luba Jurgenson ; postface Luba Jurgenson . - Genève (Suisse) : Ed. des Syrtes, 2008. - 349 p. - (Collection Littérature étrangère). -  (ISBN 9782845451346)
- Boris Savinkov, Cheval noir suivi de En prison, traduit du russe par Luba Jurgenson. - Paris : Anabet, 2008. - 179 p. -  (ISBN 9782352660439)
- Iouri Tchirkov, C'était ainsi : un adolescent au Goulag, traduit du russe, préfacé et annoté par Luba Jurgenson. - Genève (Suisse) : Ed. des Syrtes, 2009. - 367 p. -  (ISBN 9782845451414)
- Marina Tsvetaeva, Œuvres : volume 1, prose autobiographique, sous la direction de Véronique Lossky et Tzvetan Todorov ; traduit du russe par Nadine Dubourvieux, Luba Jurgenson et Véronique Lossky ; avant-propos Tzvetan Todorov. - Paris : Seuil, 2009. - 600 p. - (Collection Le Don des langues. Oeuvres, 1). -  (ISBN 9782020869775)
- Ignati Reiss, Walter Krivitski, Fiodor Raskolnikov, Lettres au bourreau, préface et traduit du russe par Luba Jurgenson. - Paris : Anabet, 2009. - 209 p. -  (ISBN 9782352660606)
- Hamid Ismaïlov, Contes du chemin de fer, traduit du russe par Luba Jurgenson et Anne Coldefy-Faucard. - Paris : Sabine Wespieser, 2009. - 272 p. -  (ISBN 9782848050768)
- Vladimir Toporov, Apologie de Pluchkine : de la dimension humaine des choses, traduit du russe par Luba Jurgenson. - Lagrasse (Aude) : Verdier, 2009. - 216 p. - (Collection Verdier poche). -  (ISBN 9782864325895)
- Senkine-Tolsty, Ferdinand ou Le nouveau Radichtchev, traduit du russe par Luba Jurgenson. - Paris : Anabet, 2010. - 286 p. -  (ISBN 9782352660651). Prix Russophonie 2011, pour la meilleure traduction.
- Boris Akounine, Dédicaces : volume 3, Avant la fin du monde, traduit du russe par Luba Jurgenson. - Paris : Presses de la Cité, 2010. - 576 p. - (Collection Grands romans. Dédicaces, 3). -  (ISBN 9782258075245)
- Sofia Tolstoï, Ma vie, traduit du russe par Luba Jurgenson, Marie-Louise Bonaque ; avant-propos Vitali Remizov ; préface Luba Jurgenson. - Genève (Suisse) : Ed. des Syrtes, 2010. - 1058 p. -  (ISBN 9782845451582)
- Julius Margolin, Voyage au pays des Ze-Ka, traduit du russe par Nina Nikolaevna Berberova, Mina Journot ; préface Luba Jurgenson. - Paris : Le Bruit du temps, 2010. - 781 p. -  (ISBN 9782358730211). Précédemment paru sous le titre : La condition inhumaine, cinq ans dans les camps de concentration soviétiques.
- Panteleimon Romanov, Le droit de vivre ou Le problème des sans-parti, traduit du russe par Luba Jurgenson. - Genève (Suisse) : Ed. Héros-Limite, 2011. - 307 p. - (Collection Feuilles d'herbe). -  (ISBN 9782940358717)
- Nelly Ptachkina, Journal : 1918-1920, traduit du russe et préface par Luba Jurgenson. - Genève (Suisse) : Ed. des Syrtes, 2011. - 267 p. -  (ISBN 9782845451568)
- Marina Tsvetaeva, Œuvres : volume 2, récits et essais, sous la direction de Véronique Lossky et Tzvetan Todorov ; traduit du russe par Nadine Dubourvieux, Luba Jurgenson et Véronique Lossky. - Paris : Seuil, 2011. - 730 p. - (Collection Le Don des langues. Œuvres, 2). -  (ISBN 9782020869782)
- Ivan Tchistiakov, Journal d'un gardien du goulag, traduit du russe, préface et annoté par Luba Jurgenson ; introduction de Irina Shcherbakova. - Paris : Denoël, 2012. - 286 p. - (Grand public). -  (ISBN 9782207261149)
- Léonid Guirchovitch, Schubert à Kiev, traduit du russe par Luba Jurgenson. - Lagrasse (Aude) : Verdier, 2012. - 406 p. - (Poustiaki). -  (ISBN 9782864326687)
- Mikhaïl Khodorkovski, Natalia Gevorkyan, Prisonnier de Poutine, traduit du russe par Luba Jurgenson. - Paris : Denoël, 2012. - 414 p. - (IMpacts). -  (ISBN 9782207110263)
- Sigismund Krzyzanowski, Fantôme : récits, traduit du russe par Luba Jurgenson ; préface de Catherine Perrel. - agrasse (Aude) : Verdier, 2012. - 186 p. - (Slovo). -  (ISBN 9782864326205)
- Vladimir Toporov, L'espace négatif de Krzyzanowski : essai, traduit du russe par Luba Jurgenson. - Lagrasse (Aude) : Verdier, 2012. - 221 p. - (Collection Verdier poche). -  (ISBN 9782864326212)
- Julius Margolin, Le livre du retour, textes réunis, présentés, annotés et traduits du russe par Luba Jurgenson. - Paris : Le Bruit du temps, 2012. - 295 p. -  (ISBN 9782358730440)
- Dantsig Baldaev, Gardien de camp : tatouages et dessins du goulag, illustrations Dantsig Baldaev ; publié sous la direction d'Elisabeth Anstett et Luba Jurgenson ; traduit du russe par Luba Jurgenson. - Genève (Suisse) : Ed. des Syrtes, 2013. - 127 p. -  (ISBN 9782940523023)
- Panteleimon Romanov, Camarade Kisliakov : trois paires de bas de soie, traduit du russe par Luba Jurgenson. - Genève (Suisse) : Ed. Héros-Limite, 2013. - 348 p. -  (ISBN 9782940358861). Traduction qui a reçue une Mention spéciale au prix Russophonie en 2015.
- Sergueï Lebedev, La limite de l'oubli, traduit du russe par Luba Jurgenson. - Lagrasse (Aude) : Verdier, 2014. - 315 p. - (Poustiaki). -  (ISBN 9782864327493)
- Alexandre Minkine (ru), Une âme douce, traduit du russe par Luba Jurgenson. - Genève (Suisse) : Ed. des Syrtes, 2014. - 262 p. -  (ISBN 9782940523047)
- Alexeï Fiodorovitch Lossev, Valentina Lossev, La joie pour l'éternité : correspondance du Goulag (1931-1933), traduit du russe par Luba Jurgenson ; avant-propos de Georges Nivat ; préface d'Elena Takho-Godi ; postface de Luba Jurgenson. - Genève (Suisse) : Ed. des Syrtes, 2014. - 313 p. -  (ISBN 9782940523122)
- Léonid Guirchovitch, Meurtre sur la plage, traduit du russe par Luba Jurgenson. - Lagrasse (Aude) : Verdier, 2015. - 117 p. - (Poustiaki). -  (ISBN 9782864327820)
- Ivan Gontcharov, Oblomov, La frégate Pallas, traduit du russe par Suzanne Rey-Labat, Luba Jurgenson ; édition révisée et préfacée par Jacques Catteau. - Paris : Robert Laffont, 2016. - 1326 p. - (Collection Bouquins). -  (ISBN 9782221117095)
- Friedrich Gorenstein, Compagnons de route, traduit du russe par Luba Jurgenson. - Genève (Suisse) : Ed. Héros-Limite, 2016. - 236 p. - (Collection Feuilles d'herbe). -  (ISBN 9782940517442)
- Sergueï Lebedev, L'année de la comète, traduit du russe par Luba Jurgenson. - Lagrasse (Aude) : Verdier, 2016. - 311 p. - (Poustiaki). -  (ISBN 9782864328612)
- Julius Margolin, Le procès Eichmann : et autres essais, édition, présentation et traduction du russe par Luba Jurgenson. - Paris : Le Bruit du temps, 2016. - 356 p. -  (ISBN 9782358730969)
- Sophia Koupriachina, La reine des terminus : l'histoire de l'armoire, traduit du russe par Luba Jurgenson ; préface de Nicolas Rey. - Paris : Louison éditions, 2016. - 195 p. -  (ISBN 9791095454045)
- Viktor Remizov, Volia Volnaïa, traduit du russe par Luba Jurgenson. - Paris : Belfond, 2017. - 387 p. - (Collection Littérature étrangère). -  (ISBN 9782714468949)
- Alexeï Makouchinski (ru), Un bateau pour l'Argentine , traduit du russe par Luba Jurgenson. - Paris : Louison éditions, 2017. - 310 p. -  (ISBN 9791095454106)
- Auerbach, Grigorovitch, Nemcova : trois récits villageois autour de 1848, édition critique établie par Cécile Gauthier. - Reims (Marne) : Epure, 2017. - 285 p. - (Collection Héritages critiques, 6). -  (ISBN 9782374960302). Contient : Ivo, le petit prêtre, 1843 de Berthold Auerbach ; traduit de l'allemand par Cécile Gauthier. Le Village, 1846 de Dmitri Grigorovitch ; traduit du russe par Anne Coldefy-Faucard et Luba Jurgenson. Bara la sauvageonne, 1856 de Bozena Nemcová ; traduit du tchèque par Eurydice Antolin. Histoires villageoises de la Forêt Noire de Berthold Auerbach
- Varlam Chalamov, Correspondance avec Alexandre Soljenitsyne et Nadejda Mandelstam, traduit du russe par Francine Andreieff, relue par Luba Jurgenson ; avant-propos Irina Sirotinskaïa. - Lagrasse (Aude) : Verdier, 2019. - 216 p. - (Verdier poche). -  (ISBN 9782378560201)
- Sergueï Lebedev, Les hommes d'août, traduit du russe par Luba Jurgenson. - Lagrasse (Aude) : Verdier, 2019. - 309 p. - (Poustiaki). -  (ISBN 9782378560096)
- Simon Morrison (en), Bolchoï confidentiel, traduit du russe par Luba Jurgenson. - Paris : Belfond, 2019. - 413 p. -  (ISBN 9782714468949)
- Nikolaï Fiodorov, Philosophie de l'oeuvre commune, sous la direction de Françoise Lesourd ; traduit du russe par Gérard Conio, Régis Gayraud, Luba Jurgenson et Françoise Lesourd ; postface Svetlana Semionova. - Genève (Suisse) : Ed. des Syrtes, 2021. - 788 p. -  (ISBN 9782940701025)

### Préfaces et autres écrits
- Abram Cytryn, Les cahiers d'Abram Cytryn : récits du ghetto de Lodz, traduit du polonais par Véronique Patte ; édition Lucia Bialer ; préface Luba Jurgenson. - Paris : Albin Michel, 1995. - non paginé, illustrations en noir et blanc -  (ISBN 9782226075406).
- Andreï Tarkovski par Larissa Tarkovski avec la collaboration de Luba Jurgenson ; préface Tonino Guerra. - Paris : Calmann-Lévy, 1998. - 160 p. -  (ISBN 9782702126608)
- Mère et fils : beaucoup, passionnément, à la folie, ouvrage collectif de Gérald Cahen, Luba Jurgenson, Paul Martson et al. sous la direction de Nicole Czechowski. - Paris : Autrement, 2001. - 192 p. - (Collection Mutations). -  (ISBN 9782746701014)
- La légende du grand inquisiteur, de Dostoïevski, commentée par Konstantin Léontiev, Vladimir Soloviev, Vassili Rozanov et al. ; traduit du russe et introduction par Luba Jurgenson. - Lausanne (Suisse) : L'âge d'homme, 2004. - 369 p. - (Collection Au cœur du monde). -  (ISBN 9782825117064). Contient l'extrait des Frères Karamazov de Dostoïevski
- Vladimir Jabotinsky, Les cinq, traduit du russe par Jacques Imbert ; préface Luba Jurgenson. - Genève (Suisse) : Ed. des Syrtes, 2006. - 299 p. - (Collection Littérature étrangère). -  (ISBN 9782845451216)
- Egon Berger, Jasenovac, un camp de la mort en Croatie, préface de Veljko Djuric Misina ; postface de Luba Jurgenson ; traduit du serbo-croate par Marko Despot. - Genève (Suisse) : Ed. des Syrtes, 2015. - 150 p. -  (ISBN 9782940523269)
- Vadim Toumanov, Tu seras un homme : des camps et des mines d'or de la Kolyma à Moscou, traduction du russe et notes par Yves Gauthier ; postface de Luba Jurgenson.- Paris ; Transboréal, 2018. - 609 p. -  (ISBN 9782361572259)
- Vsevolod Petrov, La jeune Vera : une Manon Lescaut russe , traduit du russe par Véronique Patte ; postface de Luba Jurgenson. - Paris : Gallimard, 2019. - 145 p. - (Collection Du monde entier). -  (ISBN 9782072763731)
- Jean-Louis Rouhart, Lettres du goulag : correspondance de détenus dans les lieux d'incarcération et d'internement du goulag, préface de Luba Jurgenson. - Liège (Belgique) : Les territoires de la mémoire, 2020. - 301 p. - (Collection Voix de la mémoire). -  (ISBN 9782930408460)
- Gueorgui Demidov, Doubar : et autres récits du goulag, traduit du russe par Antoine Garcia, Alexandra Gaillard et Colette Stoïanov ; préface par Luba Jurgenson ; postface par Valentina Georgievna Demidova. - Genève (Suisse) : Ed. des Syrtes, 2021. - 278 p. -  (ISBN 9782940628865)
- Varlam Chalamov, Souvenirs de la Kolyma[10], traduit du russe par Anne-Marie Tatsis-Botton ; appareil critique par Luba Jurgenson. - Lagrasse (Aude) : Verdier, 2022. - 320 p. - (Slovo). -  (ISBN 9782378560768)